# Manuel Pérez Barriopedro
Manuel Pérez Barriopedro (...) è un fotografo spagnolo, vincitore del World Press Photo of the Year 1981.
La fotografia vincitrice scattata il 23 febbraio 1981 il Tenente colonnello della Guardia Civil Antonio Tejero parlare al Congresso dei Deputati spagnolo con in mano una pistola, mentre tiene in ostaggio il governo ed i membri del parlamento.
Inizia la sua carriera nel 1961 come apprendista per l'agenzia di stampa Efe e dal 1977 lavora come fotoreporter. Nel corso della sua carriera ha viaggiato in tutto il mondo ed ha vinto vari riconoscimenti come il World Press Photo of the Year ed il premio nazionale di giornalismo. Per diversi anni è stato Presidente dell'Associazione dei Giornalisti e membro del consiglio dell'Associazione Stampa di Madrid. Attualmente è vicedirettore dell'agenzia Efe.